# 天網 (香港電視劇)
《天網》，是香港電視網絡所製作的科技網絡電視劇，由林文龍、蒙嘉慧、楊淇及石修領銜主演。此劇因香港電視網絡宣佈未能如期開台而擱置拍攝。

## 故事大綱

### 劇情
21世紀，是數碼電子的時代。智能手機、平板電腦、智能家居、甚至連繫生命的心臟起博器，全是數碼電子的產物，改變了我們的生活習慣，而互聯網的普及，重新設定我們的行為模式，以至整個社會生態。我們的經濟活動，越來越多是透過互聯網進行，如網上銀行、網上購物。而透過網誌、網上討論區、社交網站，不但令我們的私隱，身份、資料，彷彿暴露於大眾之下，更加速了起底、造謠的速度與威力，足以令一個人名譽、地位付諸一炬，因為電子產品緊貼生活，令網上罪行彷彿近在咫尺，亦成為新世代罪案的溫床，你我都隨時成為匪徒下一個目標。因此，本劇以電腦及網絡犯罪為主題，帶出城市熱話如電腦及手機安全、網絡欺凌、網上詐騙等議題，定必會勾起觀眾的興趣，造成社會迴響，誘發共鳴…

### 特色
故事以電腦及網絡犯罪為主軸。並希望透過劇中案件，讓大眾反思電腦及手機安全、網絡欺凌、網上詐騙等議題。

## 演員表

### 主要演員
| 演員   | 角色   | 關係/暱稱                                  |
| 林文龍 | 方世文 | 科技罪案組成員 與唐家寶有感情線            |
| 蒙嘉慧 | 唐家寶 | 科技罪案組成員 劉香萍之女 與方世文有感情線 |
| 楊 淇  | 關加利 |                                            |
| 石 修  |        | 科技罪案組成員                             |
| 何思諺 |        | 科技罪案組成員                             |
| 李忠希 | 林家榮 | 九龍總區重案組高級督察                     |
| 艾 威  |        | 大反派                                     |
| 郭 鋒  |        | 大商家                                     |
| 劉香萍 |        | 唐家寶之母                                 |
| 張國洪 |        | 科技罪案組成員                             |
| 陳仕文 |        | 科技罪案組成員                             |
| 冼灝英 |        | 軍裝警察                                   |
| 菁 瑋  |        | 軍裝警察                                   |

## 記事
- 2013年7月30日：舉行造型發布會。
- 2013年8月30日：此劇正式開拍。
- 2013年10月16日：香港電視網絡因不獲發免費電視牌照，宣佈停拍此劇。
- 2014年3月：此劇原定會復拍，但香港電視網絡宣佈未能如期開台而擱置拍攝。

## 節目變遷
Template:即將推出的香港電視劇集